# ツマンスキー R-21
R-21はソビエト連邦（現ロシア連邦）のツマンスキー設計局が開発したターボジェットエンジンである。

## 概要
R-21は、Nikolai Georgievich Metskhvarishviliが率いるツシノモータ工場（OKB-300の一部）によって開発された。R-21はツマンスキー R-11をベースに空気流量及び推力増加のため、大直径の新型6段圧縮機、新型のローターブレード、アフターバーナー、可変排気ノズル（コンバージェンス・ダイバージェンス・ノズル）を採用するなどの改良が行われている。圧縮比とタービン入り口温度を高めるためにブレードは先進的な合金で作られている。
R-21は当時計画されていたSu-15、Su-24、Ye-8に搭載予定であった。
しかし1962年9月11日、 Ye-8に搭載しての試験中に圧縮機に異常が発生し機体が爆発した。テストパイロットのMosolovは無事脱出したもののマッハ1.78で射出されたことによる障害で、完全に復帰することが不可能となった。その後、より強力なエンジンを必要とするMiG-23のような機体の開発が進められたためR-21の開発は搭載機であるYe-8とともに中止された。

## 仕様（R-21F-300）
一般的特性
- 形式: アフターバーナー付きターボジェット
- 全長:
- 直径: 987 mm (38.9 in)
- 乾燥重量: 1,250 kg (2,755 lb)

構成要素
- 圧縮機: 6段軸流圧縮機

性能
- 推力: 

  - 46.1 kN (10,361 lbf) ミリタリー
  - 70.6 kN (15,873 lbf) アフターバーナー
- 出力重量比: